# Loose, Rendsburg-Eckernförde
Loose là một đô thị thuộc quận Rendsburg-Eckernförde, bang Schleswig-Holstein, Đức.